# Накасоне Ясухіро
Накасоне Ясухіро (яп. 中曽根 康弘; 27 травня 1918, Такасакі, Префектура Ґумма — 29 листопада 2019) — японський політичний і державний діяч. Прем'єр-міністр Японії з 27 листопада 1982 по 6 листопада 1987 року.
Його син, Накасоне Хірофумі, також є членом парламенту. Обіймав посади міністра освіти в кабінеті Обуті Кейдзо і міністра закордонних справ у першому уряді Асо Таро.

## Біографія
Закінчивши юридичний факультет Токійського університету в 1941, вступив на службу в Міністерство внутрішніх справ. Під час війни добровольцем пішов у флот, служив на Тайвані.
У 1947 вперше обраний до парламенту від Демократичної партії. Вже в ті роки відрізнявся націоналістичними поглядами, в 1951 р. утримався від голосування за японо-американський договір безпеки, вважаючи, що він обмежує суверенітет Японії.

## Політична кар'єра
Член Ліберально-демократичної партії (ЛДП) з моменту її створення. У 1959 вперше увійшов до складу уряду як начальник науково-технічного управління. В подальшому обіймав в кабінеті міністрів пости начальника Управління національної оборони, міністра транспорту, начальника адміністративного управління. У ЛДП належав до фракції І. Коно, потім очолив цю фракцію, ставши одним з лідерів партії — головою ради загальних питань, генеральним секретарем.
У 1982–1987 — Голова ЛДП, прем'єр-міністр Японії. Накасоне — нетрадиційний політик із яскраво вираженим особистим політичним стилем, виступав під гаслом «остаточного підбиття підсумків повоєнної політики». З його ім'ям пов'язане настання неоконсервативної хвилі в Японії і проведення адміністративно-фінансової реформи. Тричі бував у СРСР, зустрічався Горбачовим (1985, 1988, 1989).
У 1989 у зв'язку з обвинуваченням у причетності до фінансових махінацій компанії «Рікруто» офіційно вийшов з ЛДП, але продовжував впливати на її політику (в квітні 1991 відновив членство в ЛДП). Заснував дослідницьку організацію — Інститут глобального світу.